# Thomas Storm

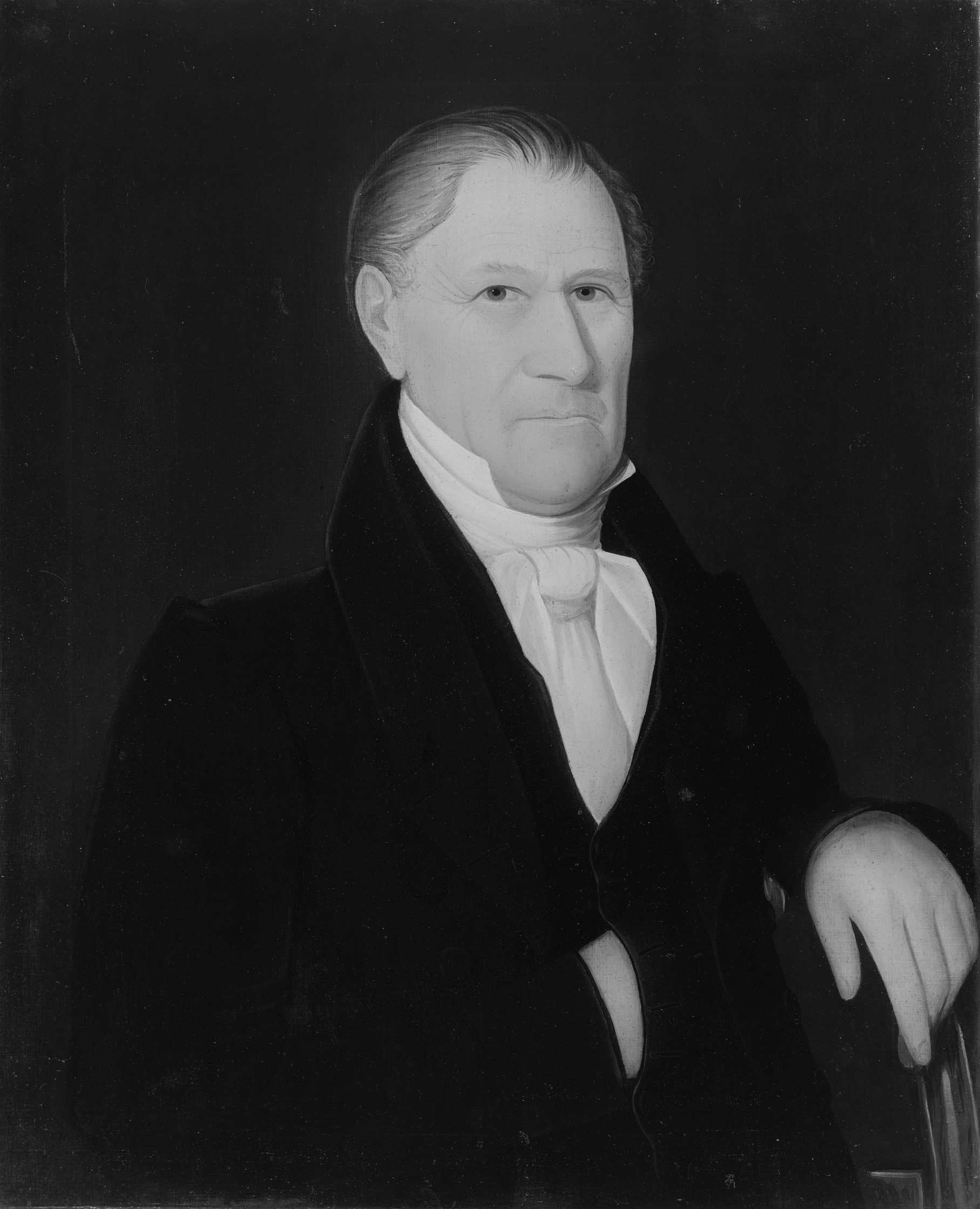
Thomas Storm

Thomas Storm (* 1749 in Hopewell, Dutchess County, Provinz New York; † 4. August 1833 in New York City) war ein US-amerikanischer Politiker. Am 23. März 1771 heiratete er Elizabeth Graham († 1832). 
Er vertrat Manhattan in der New York State Assembly, wo er zwei Mal, 1802 und 1803, zum Speaker gewählt wurde. Dann kandidierte er 1807 für das Amt des Vizegouverneurs von New York mit dem späteren Gouverneur Morgan Lewis, allerdings verloren sie beide die Wahl gegen Daniel D. Tompkins und John Broome.
Nach seinem Tod 1833 wurde er auf dem Trinity Church Cemetery beigesetzt.